# Tabor kolejowy

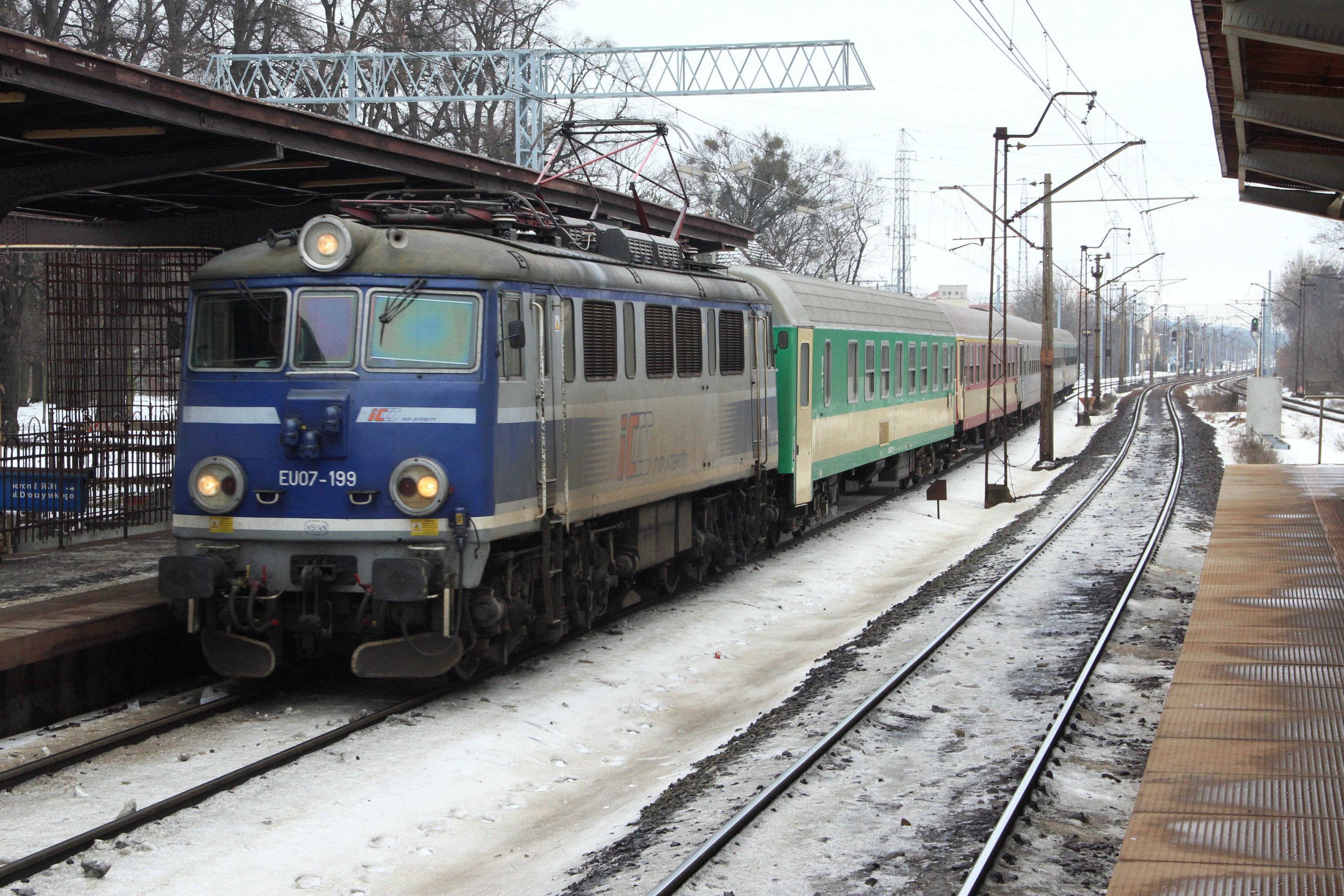
Tabor kolejowy

Tabor kolejowy – pojazdy kolejowe przystosowane do kursowania samodzielnie lub w składzie pociągu, przeznaczone do przewozu osób i rzeczy lub służące do prac remontowo-budowlanych i ratunkowych.
Tabor kolejowy dzieli się na tabor zwykły i tabor specjalny.
- Tabor zwykły stanowią pojazdy kolejowe przystosowane do kursowania w składzie pociągu na ogólnych zasadach, przeznaczone do przewozu osób i rzeczy. W szczególności są to:
  - wszystkie typy lokomotyw, zespoły trakcyjne i inne pojazdy silnikowe, zwane pojazdami trakcyjnymi;
  - wagony osobowe i towarowe, w tym także naczepy siodłowe na wózkach kolejowych, z których każdy traktowany jest jak odrębny wagon.
- Tabor specjalny są to pojazdy kolejowe przeznaczone w szczególności do prac remontowo-budowlanych lub ratunkowych, których budowa pozwala na kursowanie samodzielne lub w składzie pociągu, przy zachowaniu określonych warunków dotyczących w szczególności miejsca ustawienia w składzie pociągu i prędkości jazdy. Do taboru specjalnego zalicza się w szczególności: maszyny do kolejowych robót budowlanych, pojazdy do utrzymania i naprawy sieci trakcyjnej, żurawie kolejowe, wózki motorowe[3].